# Ла Паз Вали (Аризона)
Ла Паз Вали (енгл. La Paz Valley) насељено је место без административног статуса у америчкој савезној држави Аризона.

## Демографија
По попису из 2010. године број становника је 699.
| Група             | 2000.    | 2010.       |
| Белци             | 0 (0,0%) | 636 (91,0%) |
| Афроамериканци    | 0 (0,0%) | 3 (0,4%)    |
| Азијати           | 0 (0,0%) | 2 (0,3%)    |
| Хиспаноамериканци | 0 (0,0%) | 42 (6,0%)   |
| Укупно            | 0        | 699         |